# 伊藤博 (実業家)
伊藤 博（いとう ひろし、1952年2月7日 - ）は、日本の経営者。セコム社長、会長を務めた。茨城県出身。

## 経歴・人物
1976年に早稲田大学政治経済学部を卒業し、1979年にセコムに入社した。2000年に取締役に就任し、2009年に常務を経て、2014年6月に社長に就任。2016年5月から特別顧問を務めた。